# Jean-Claude Fritz
Pour les articles homonymes, voir Fritz.
 (décembre 2024).
Jean-Claude Fritz, né en 1943, est un professeur français de science politique.

## Fonctions
Professeur de science politique à la Faculté de droit et de science politique de Dijon (université de Bourgogne), Jean-Claude Fritz est aussi enseignant-chercheur au sein du Centre d'étude et de recherche politiques (CERPO). Il assure des cours et séminaires en : 
- Relations politiques internationales
- Relations économiques internationales
- Analyse de la vie politique internationale
- Droit de la coopération et du développement
- Droit du développement durable et protection de l'environnement

Il dirige depuis 2002 la Formation peuples autochtones de la Faculté de droit et de science politique de Dijon, en partenariat avec le Haut-Commissariat des Nations unies aux droits de l'homme à Genève, et a codirigé le Groupe interdisciplinaire de droit de l'Environnement (GIDE) dans la même université.

## Formation
Doctorat en droit public et agrégation de l'enseignement supérieur. Diplômé en droit, Jean-Claude Fritz s'est orienté vers la science politique pour se spécialiser dans l'étude des Relations internationales. Spécialisation qu'il a développée depuis quarante ans au cours de nombreux séjours en Asie, Afrique et Amérique latine.

## Thématiques de recherches
Jean-Claude Fritz est spécialisé depuis 40 ans dans la recherche concernant les problèmes politiques et sociaux du Tiers-monde, les relations internationales et le développement. Il développe et soutient au fil de ses recherches mais aussi de son enseignement une vision humaine et critique des relations internationales visant à replacer l'homme mais aussi la nature au cœur des grands enjeux mondiaux.
Ces recherches portent actuellement[Quand ?] sur : 
- le droit des peuples autochtones ;
- le droit de l'environnement ;
- la mondialisation et les transformations sociales ;
- l'organisation des relations économiques internationales ;
- les institutions et politiques en Afrique australe.

## Ouvrages
- La nouvelle question indigène. Peuples autochtones et ordre mondial (en codirection avec Frédéric Déroche, Gérard Fritz et Raphaël Porteilla), Paris, L'Harmattan, 2006, 506 p.
- L'Ordre public écologique. Towards an ecological public order (en codirection avec Marguerite Boutelet), Bruxelles, Bruylant, 2005, 345 p.[1]
- Préface de La Liberté de circulation des travailleurs en question : réflexion à partir des nouveaux États adhérents à l'Union européenne, Victoria Tonev Stratula, Paris, L'Harmattan, Questions contemporaines, 2005.
- L'humanité face à la mondialisation. Droit des peuples et environnement (en codirection avec Charalambos Apostolidis et Gérard Fritz), Paris, L'Harmattan, 1997, 229 p.[2]
- La Namibie indépendante. Les coûts d'une décolonisation retardée, Paris, L'Harmattan, 1991, 287 p.[3],[4],[5],[6]
- Préface de Choix technologiques et système alimentaire : le cas du Maroc, Taj Kacem, Paris, L'Harmattan, 1987.
- La gestion des ressources naturelles d'origines agricoles (en codirection avec Philippe Kahn), Paris, LITEC, 1983, 852 p.